# Stefano Rubaudo
Stefano Rubaudo (Turín, Italia, 16 de diciembre de 1972) es un nadador italiano retirado especializado en pruebas de larga distancia en aguas abiertas, donde consiguió ser subcampeón mundial en 2002 en los 5 km en aguas abiertas.

## Carrera deportiva
En el Campeonato Mundial de Natación en Aguas Abiertas de 2002 celebrado en Sharm el-Sheij (Egipto), ganó la medalla de plata en los 5 km en aguas abiertas, con un tiempo de 51:51 segundos, tras su compatriota Luca Baldini (oro con 51:49 segundos) y por delante del alemán Thomas Lurz  (bronce con 51:52 segundos).